# Syria thuộc Ottoman
Syria thuộc Ottoman đề cập đến các bộ phận của Đế quốc Ottoman trong khu vực Syria, thường được xác định là ở phía đông của Biển Địa Trung Hải, phía tây của sông Euphrates, phía bắc hoang mạc Ả Rập và phía nam dãy núi Taurus.
Syria thuộc Ottoman đã trở thành thành lập bởi người Ottoman khi xâm lược từ Vương quốc Hồi giáo Mamluk trong những năm đầu thế kỷ 16 như một lãnh thổ đơn độc eyalet (tỉnh) của Damascus Eyalet. Năm 1534, Aleppo Eyalet được tách thành một chính quyền riêng biệt. Tripoli Eyalet được thành lập ngoài tỉnh Damascus trong năm 1579 và sau đó là Adana Eyalet được chia từ Aleppo. Năm 1660, Eyalet Safed được thành lập và ngay sau đó được đổi tên thành Sidon Eyalet; năm 1667, Tiểu vương quốc Mount Liban được trao quy chế tự trị đặc biệt trong tỉnh Sidon, nhưng bị bãi bỏ vào năm 1841 và được cấu hình lại vào năm 1861 với tên gọi Mount Lebanon Mutasarrifate. Các thị trấn Syria sau đó được chuyển đổi thành Syria Vilayet, Aleppo Vilayet và Beirut Vilayet, sau cuộc cải cách Tanzimat năm 1864. Cuối cùng, vào năm 1872, Mutasarrifate Jerusalem được tách khỏi Vilayet Syria thành một chính quyền tự trị với địa vị đặc biệt.

## Lịch sử

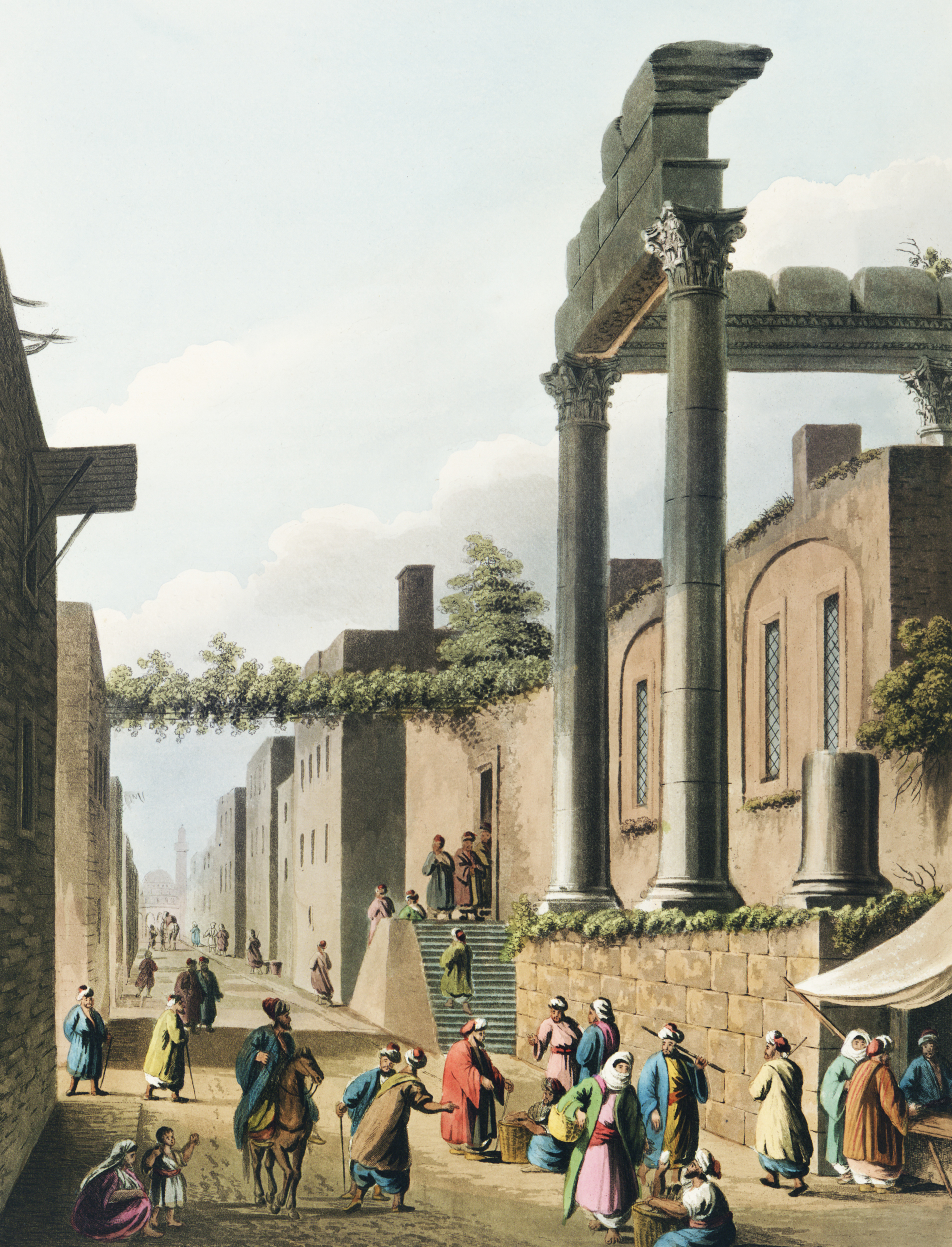
Quang cảnh Latakia

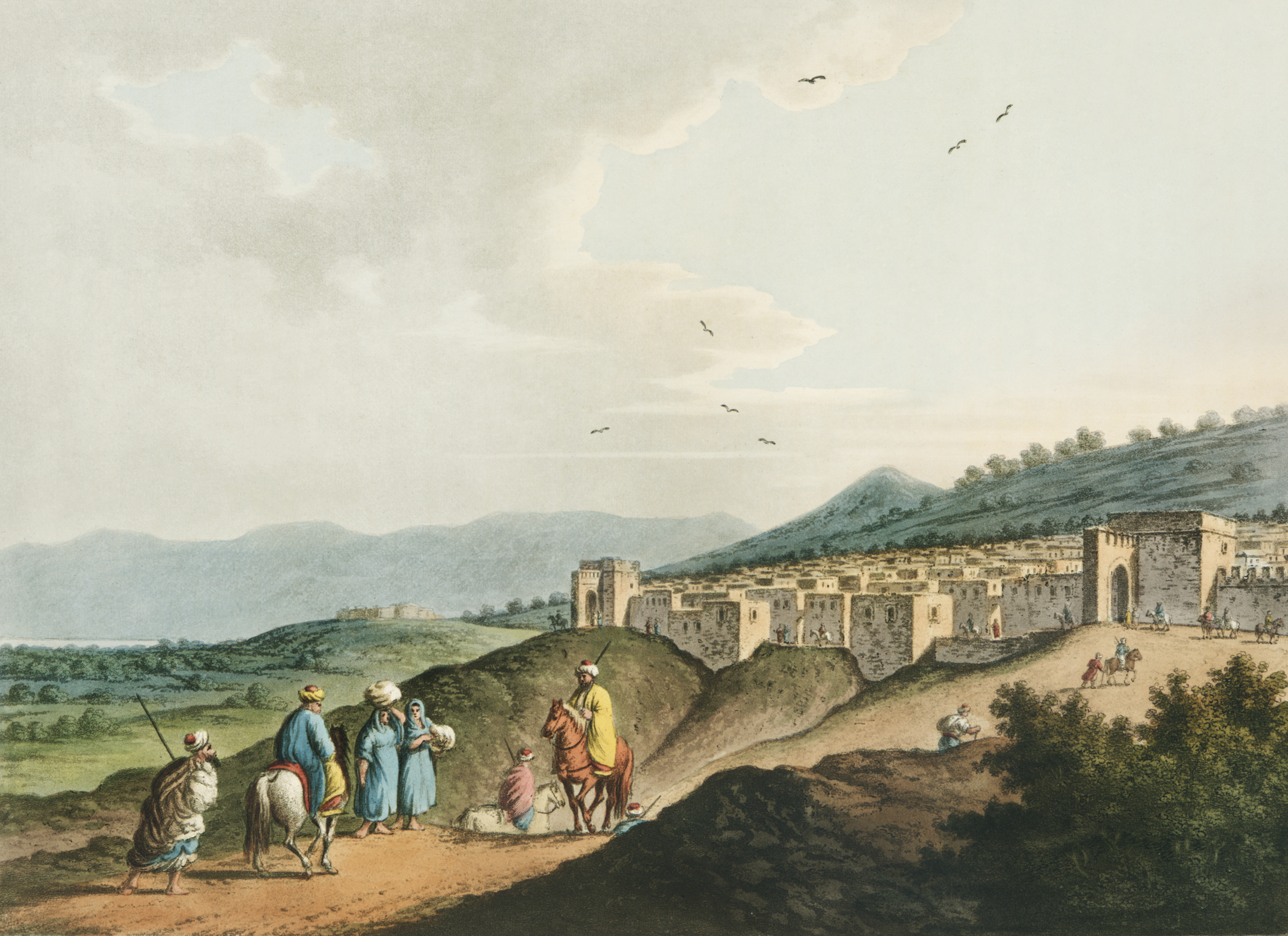
Quang cảnh Bethlehem

Trước năm 1516, Syria là một phần của Đế quốc Mamluk trung tâm là Hạ Ai Cập. Sultan Selim I của Ottoman đã xâm lược Syria vào năm 1516 sau khi đánh bại người Mamluk trong trận Marj Dabiq gần Aleppo ở phía bắc Syria. Selim tiếp tục chiến dịch chiến thắng khi chống lại người Mamluk và xâm lược Ai Cập vào năm 1517 sau trận Ridanieh, khiến Vương quốc Hồi giáo Mamluk bị bãi bỏ.